# Geissanthus serrulatus
Geissanthus serrulatus är en viveväxtart som först beskrevs av Carl Ludwig von Willdenow, Johann Jakob Roemer och Schult., och fick sitt nu gällande namn av Carl Christian Mez. Geissanthus serrulatus ingår i släktet Geissanthus och familjen viveväxter. Inga underarter finns listade i Catalogue of Life.